# Мегдіабад (Деліджан)
Мегдіабад (перс. مهدي اباد) — село в Ірані, у дегестані Джушак, у Центральному бахші, шахрестані Деліджан остану Марказі. За даними перепису 2006 року, його населення становило 134 особи, що проживали у складі 68 сімей.

## Клімат
Середня річна температура становить 10,92 °C, середня максимальна – 28,75 °C, а середня мінімальна – -8,55 °C. Середня річна кількість опадів – 168 мм.
| Клімат поселення                              | Клімат поселення | Клімат поселення | Клімат поселення | Клімат поселення | Клімат поселення | Клімат поселення | Клімат поселення | Клімат поселення | Клімат поселення | Клімат поселення | Клімат поселення | Клімат поселення | Клімат поселення |
| Показник                                      | Січ.             | Лют.             | Бер.             | Квіт.            | Трав.            | Черв.            | Лип.             | Серп.            | Вер.             | Жовт.            | Лист.            | Груд.            |                  |
| Середній максимум, °C                         | 6,35             | 7,02             | 10,80            | 16,74            | 21,45            | 27,53            | 28,75            | 28,12            | 24,22            | 18,07            | 11,80            | 6,71             |                  |
| Середня температура, °C                       | −1,1             | −0,42            | 3,34             | 9,29             | 14,00            | 20,07            | 23,45            | 22,82            | 18,94            | 12,78            | 6,51             | 1,41             |                  |
| Середній мінімум, °C                          | −8,55            | −7,87            | −4,13            | 1,84             | 6,54             | 12,62            | 18,17            | 17,54            | 13,64            | 7,48             | 1,22             | −3,89            |                  |
| Норма опадів, мм                              | 26               | 26               | 34               | 24               | 17               | 2                | 2                | 1                | 0                | 6                | 12               | 18               |                  |
| Середньомісячна швидкість вітру, м/с          | 1.15             | 1.89             | 2.38             | 2.52             | 2.34             | 2.19             | 2.06             | 1.92             | 1.84             | 1.67             | 1.32             | 1.25             |                  |
| Середньомісячна сонячна радіація, кДж/м²·день | 10041            | 13030            | 15734            | 18984            | 22724            | 26674            | 26010            | 24520            | 21511            | 16226            | 11769            | 9663             |                  |
| --------------------------------------------- | ---------------- | ---------------- | ---------------- | ---------------- | ---------------- | ---------------- | ---------------- | ---------------- | ---------------- | ---------------- | ---------------- | ---------------- | ---------------- |
| Джерело:                                      |                  |                  |                  |                  |                  |                  |                  |                  |                  |                  |                  |                  |                  |